# Melkgrube

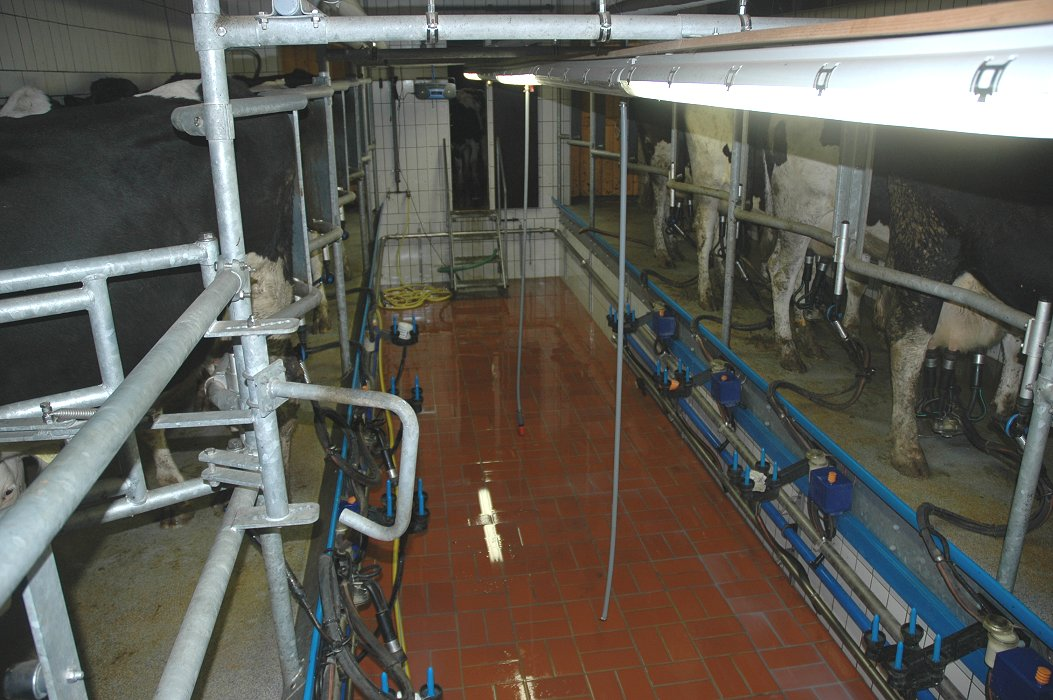
Melkgrube

Die Melkgrube ist der Mittelgang im Melkstand, in der der Melker steht. Die Melkgrube ist etwa einen Meter tiefer als die Standfläche der Tiere, damit die melkende Person einfacher die Euter der Tiere erreichen kann.
Melkgruben können einen höhenverstellbaren Boden haben, um sich an die Körpergröße der melkenden Person anzupassen.